# Wubin
Wubin is een plaats in de regio Wheatbelt in West-Australië.

## Geschiedenis
Ten tijde van de Europese kolonisatie leefden nomadische Aborigines van verschillende stammen in de streek. Het betrof een grensstreek tussen verschillende stammen en taalgroepen, tussen de Nyungah Aborigines van het zuidwesten en Aboriginesstammen van het oosten.
In het begin van de 20e eeuw kwam de landbouwontwikkeling van de regio Wheatbelt in een stroomversnelling na het ontdekken van droogteresistente graanvarianten zoals de 'Federation'. De streek rond Dalwallinu werd rond 1903 voor ontwikkeling vrijgegeven. In 1913 werd beslist een nevenspoor aan te leggen nabij een waterbron langs de spoorweg tussen Wongan Hills en Mullewa. Er werd een dorpssite bij het nevenspoor opgemeten en in april 1913 werd Wubin officieel gesticht. De plaatsnaam werd afgeleid van de Aboriginesnaam voor de waterbron, 'Woobin Well'. In juni 1914 werden de eerste kavels verkocht.
Na de Eerste Wereldoorlog vestigden zich een aantal terugkerende soldaten in het district aan de hand Soldier Settlement Schemes. Tegen het midden van de jaren 1930 was Wubin tot een vrij belangrijk landbouwcentrum uitgegroeid. In 1930 werd begonnen met de bouw van het Wubin Hotel. Er werd een basisschool gebouwd. In 1935 werd begonnen met de bouw van een gemeenschapshuis (En: Town Hall).
Tijdens de crisis van de jaren 30 werd gezocht naar middelen om de economie te stimuleren. Er werd beslist graan in bulk te gaan vervoeren. Wubin kreeg daarvoor in 1936 een eerste en in 1939 een tweede graansilo. In de late jaren 1960 werden de oorspronkelijke silo's uit dienst genomen en in 1997 werden ze in een museum ondergebracht. In 1963 werd nog een nieuw spoorwegstation gebouwd. Later werd het toerismekantoor er in ondergebracht.

## Beschrijving
Wubin maakt deel uit van het landbouwdistrict Shire of Dalwallinu. Het is een verzamel- en ophaalpunt voor de oogst van de graanproducenten uit de streek die bij de Co-operative Bulk Handling Group aangesloten zijn.
In 2021 telde Wubin 90 inwoners tegenover 146 in 2006.
Er is een badmintonveld, tennisveld, golfterrein en een gemeenschapshuis in Wubin. De basisschool sloot in 2007 de deuren wegens een gebrek aan leerlingen.

## Toerisme
In het spoorwegstation is een toerismekantoor gevestigd. Men kan er informatie bekomen over onder meer:
- Wubin Rocks, een picknickplaats vanwaar men een uitstekend uitzicht geniet over de omliggende landbouwgebieden
- het Wubin Railway Station, biedt onderdak aan een collectie stenen en mineralen
- het Wheatbin Museum, een streekmuseum met de nadruk op de ontwikkeling van de graanteelt in de streek.[13]

## Transport
Wubin ligt langs de Great Northern Highway, 272 kilometer ten noordoosten van Perth, 287 kilometer ten zuidoosten van Geraldton en 21 kilometer ten noorden van Dalwallinu. De N3-busdienst van Transwa tussen Perth en Geraldton stopt enkele keren per week aan het BP Roadhouse te Wubin.
Over de spoorweg tussen Northam en Geraldton, via Goomalling, Wongan Hills, Dalwallinu, Wubin en Mullewa, rijden geen reizigerstreinen meer, maar wel nog graantreinen naar de haven van Kwinana.

## Klimaat
Wubin kent een warm steppeklimaat, BSh volgens de klimaatclassificatie van Köppen. De gemiddelde jaarlijkse temperatuur bedraagt 18,7 °C en de gemiddelde jaarlijkse neerslag ligt rond 347 mm.

## Galerij

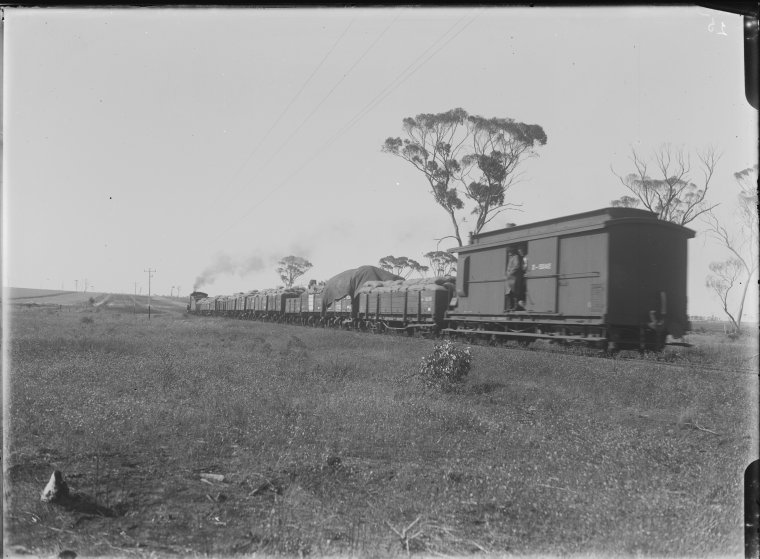
graantrein te Wubin in 1922
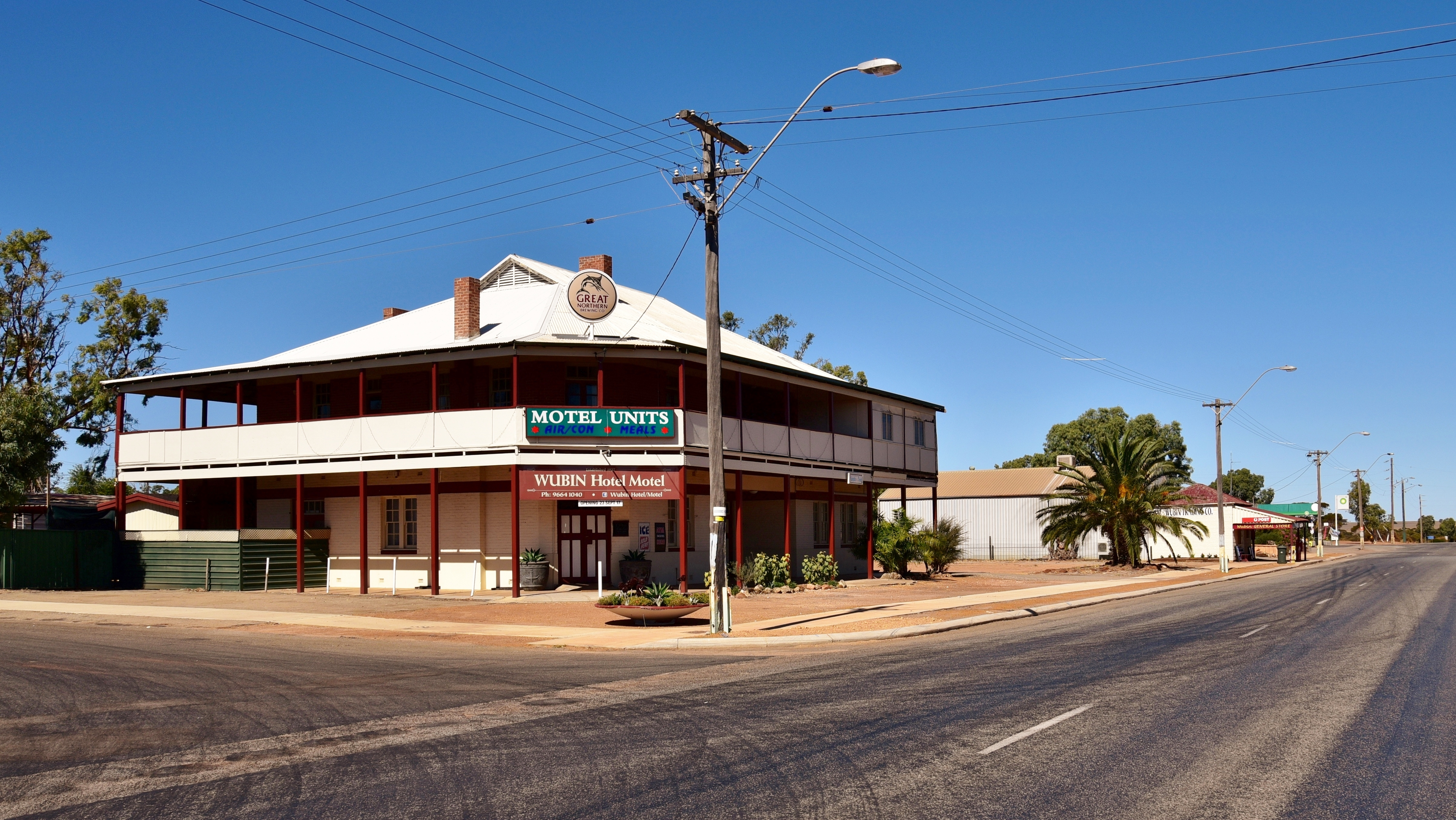
Wubin Hotel uit 1930
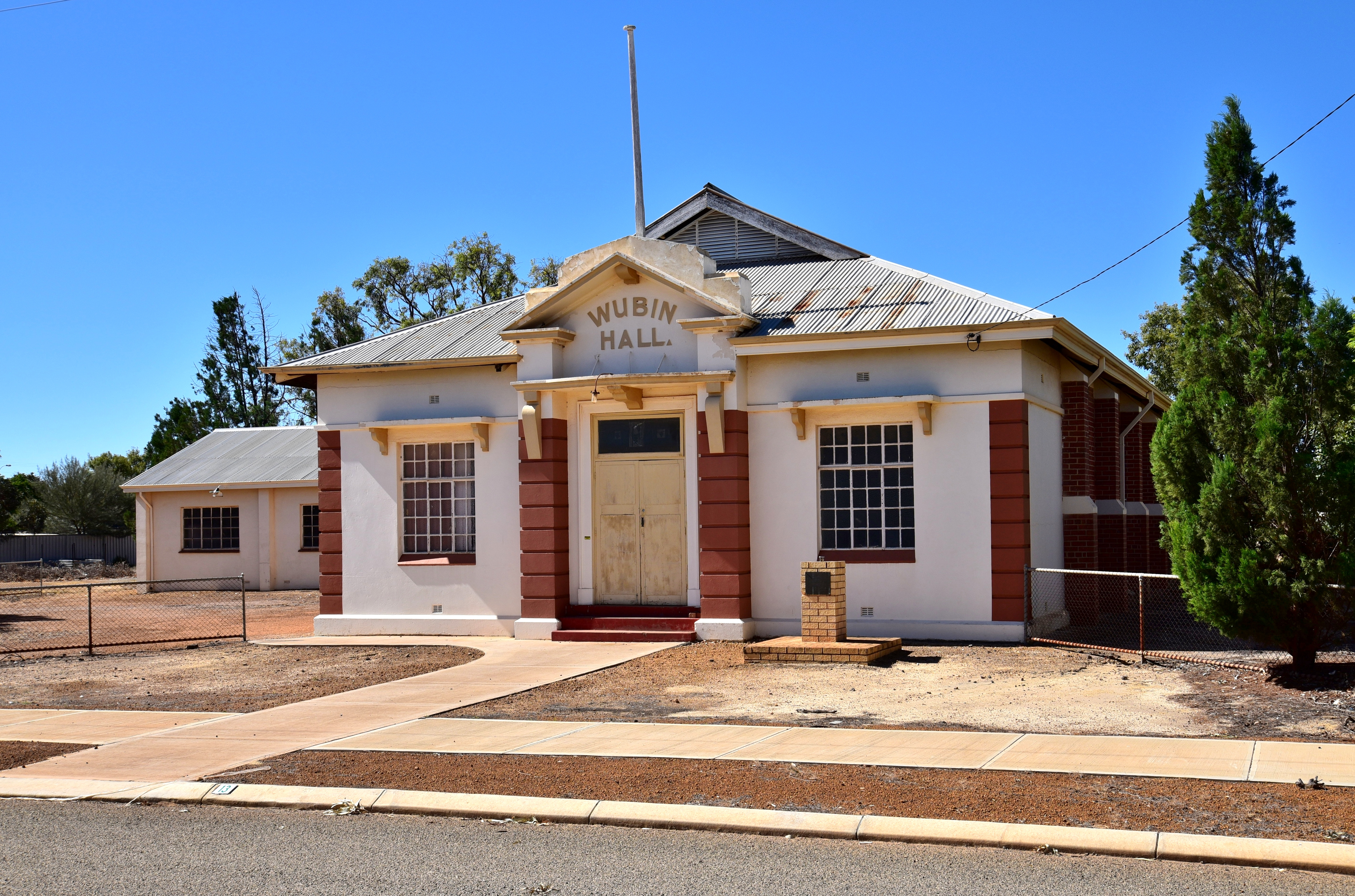
Wubin Hall uit 1935
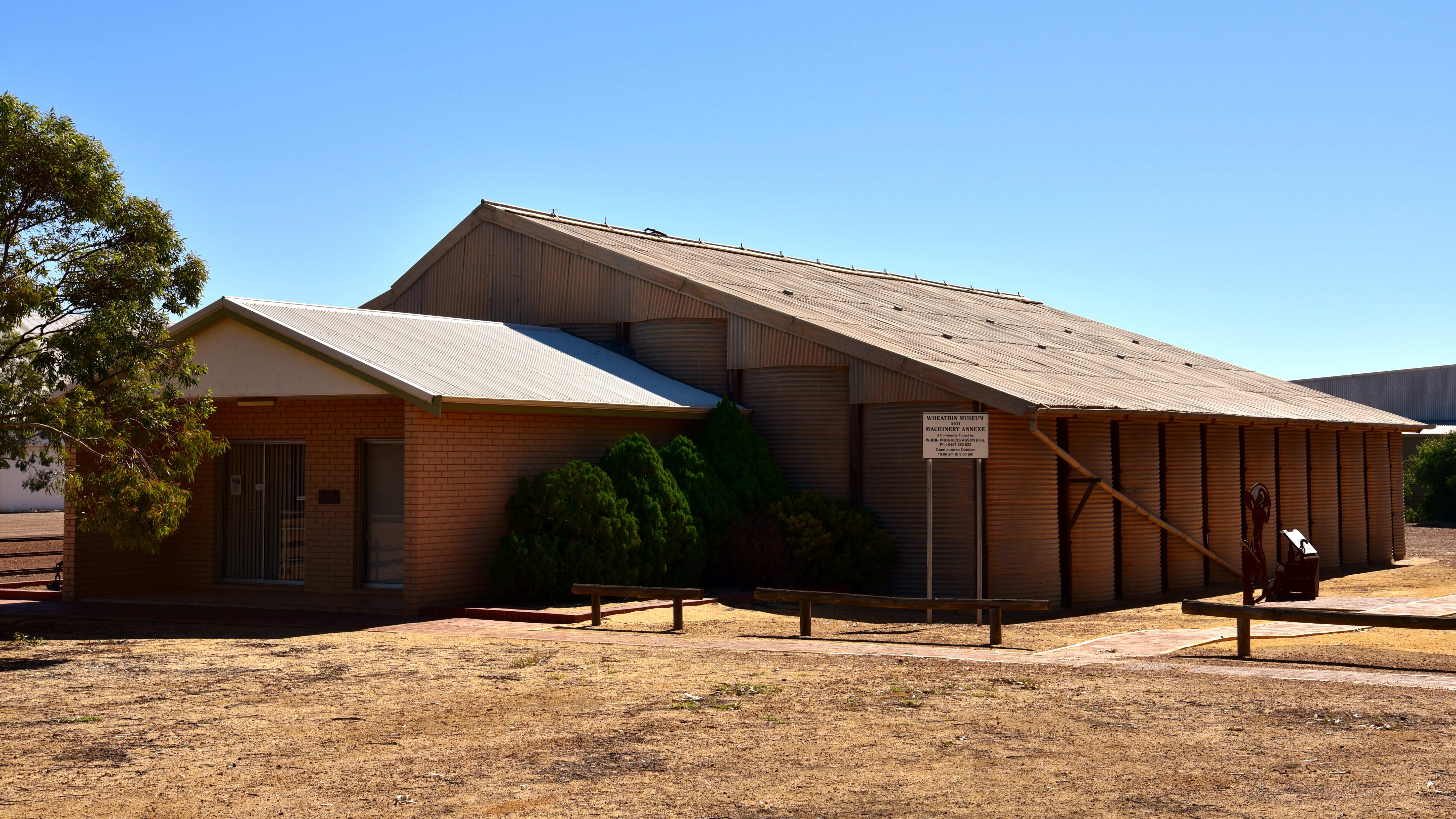
Wheatbin Museum
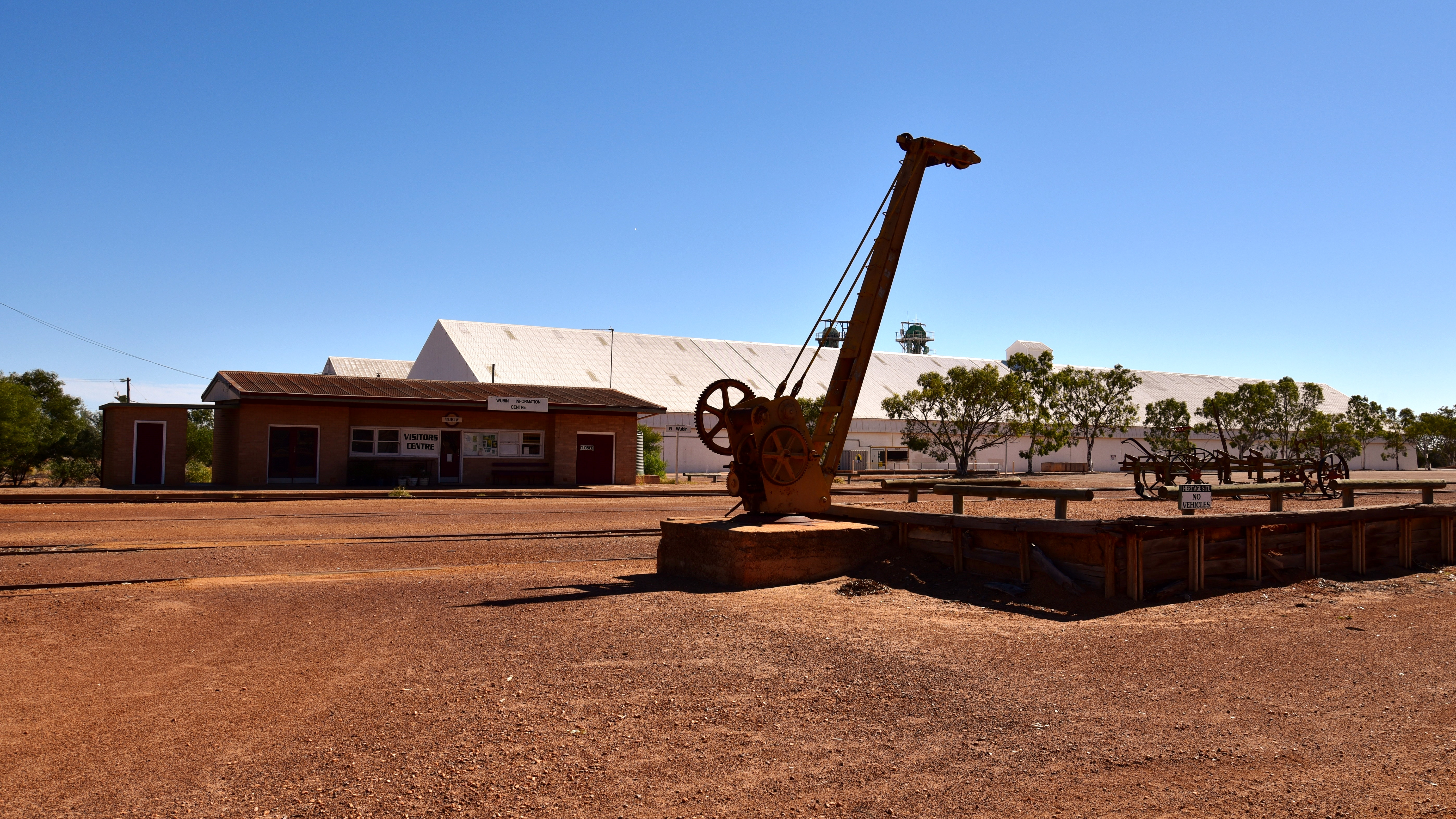
spoorwegstation

Aldersyde · Amery · Ardath · Arthur River · Baandee · Babakin · Badgingarra · Badjaling · Bailup · Bakers Hill · Balkuling · Ballaying · Ballidu · Beacon · Beenong · Beermullah · Bejoording · Belka · Bencubbin · Bendering · Benjaberring · Beverley · Bilbarin · Bindi Bindi · Bindoon · Bodallin · Bolgart · Bonnie Rock · Boolading · Booraan · Brookton · Bruce Rock · Bullaring · Bullfinch · Bulyee · Bungulla · Buntine · Burakin · Burracoppin · Cadoux · Calingiri · Campion · Caraban · Carrabin · Cataby · Cervantes · Chandler · Chittering · Clackline · Cold Harbour · Congelin · Coomberdale · Copley · Corrigin · Cowcowing · Crossman · Cuballing · Culbin · Cunderdin · Dalwallinu · Dandaragan · Dangin · Darkan · Dattening · Dongolocking · Doodlakine · Dowerin · Dudinin · Dumbleyung · Duranillin · Dwarda · Ejanding · Elabbin · Erikin · Gabbin · Gingin · Goomalling ·  Grass Valley · Greenhills · Guilderton · Gwambygine · Harrismith · Highbury · Hines Hill · Holt Rock · Hyden · Jelcobine · Jennacubbine · Jennapullin · Jitarning · Jurien Bay · Kalannie · Karlgarin · Kellerberrin · Kondinin · Kondut · Koojan · Koolyanobbing · Koorda · Korbel · Korrelocking · Kukerin · Kulin · Kulja · Kulyaling · Kunjin · Kununoppin · Kweda · Kwelkan · Kwolyin · Lancelin · Lake Brown · Lake Grace · Lake King · Ledge Point · Manmanning · Marvel Loch · Meckering · Meenaar · Merredin · Miling · Minnivale · Mogumber · Mokine · Moodiarrup · Mooliabeenee · Moora · Moorine Rock · Moorumbine · Moulyinning · Mount Hardey · Mount Kokeby · Mount Walker · Muchea · Mukinbudin · Muntadgin · Nalya · Nangeenan · Narembeen · Narrogin · New Norcia · Newdegate · Nilgen · Nokaning · North Bannister · Northam · Nukarni · Nungarin · Pantapin · Piawaning · Piesseville · Pingaring · Pingelly · Pithara · Popanyinning · Quairading · Quindanning · Regans Ford · Seabird · Shackleton · Southern Cross · Spencers Brook · Tammin · Tincurrin · Toodyay · Trayning · Varley · Wagin · Walebing · Walgoolan · Wandering · Wannamal · Watheroo · Welbungin · West Dale · West Toodyay · Westonia · Wialki · Wickepin · Wilbinga · Williams · Wongan Hills · Woodridge · Wubin · Wundowie · Wyalkatchem · Yealering · Yelbeni · Yellowdine · Yilliminning · Yerecoin · York · Yorkrakine · Yornaning · Yoting · Youndegin